# Brague
De Brague is een rivier in het Franse departement Alpes-Maritimes van ongeveer 21 kilometer lang. Het riviertje ontspringt in de buurt van Châteauneuf-Grasse en mondt uit in de Middellandse Zee bij Antibes.